# Andreaea firma
Andreaea firma là một loài rêu trong họ Andreaeaceae. Loài này được Müll. Hal. mô tả khoa học đầu tiên năm 1888.